# Малайский шерстокрыл
Малайский шерстокрыл (лат. Galeopterus variegatus) — вид млекопитающих из отряда шерстокрылов, единственный в роде Galeopterus.

## Описание
Длина тела составляет 33—42 см, хвост длиной 17—22 см. Размах конечностей 70—120 см. Масса — 1—1,75 кг.
Окрас шерсти на спине коричневато-серый с белыми пятнами, хорошая маскировка на коре деревьев. Окрас шерсти на брюхе светлее и без пятен. Глаза очень большие, уши маленькие. Голова очень широкая, конечности очень длинные.

## Распространение
Малайский шерстокрыл обитает в Таиланде, на Малайском полуострове и различных островах Индонезийского архипелага, в том числе на Суматре, Яве и Борнео, и нескольких мелких островах.
Предпочитает, прежде всего, влажные джунгли в холмистых местностях, но встречаются также на плантациях кокосового ореха и бананов.

## Образ жизни
Этот вид животных живёт на деревьях и никогда добровольно не спускается на землю. Это одиночные животные, изредка можно встретить несколько особей на одном дереве. Они используют планирующий полёт для перемещения с одного дерева на другое, не соприкасаясь с землёй. Чаще они летают на расстояние до 50—70 м, рекордная дальность полёта составляла 136 м. Животные активны ночью, проводя день в своём убежище.
Это травоядные животные. Питаются цветками, листьями, почками и плодами.

## Размножение
Период беременности длится 60 дней, затем на свет появляется детёныш (реже два) массой 35 г. Когда самка прыгает, детёныш прячется в маминых складках, образующих своего рода сумку.